# Monpardiac
Monpardiac är en kommun i departementet Gers i regionen Occitanien i sydvästra Frankrike. Kommunen ligger i kantonen Marciac som tillhör arrondissementet Mirande. År 2022 hade Monpardiac 38 invånare.

## Befolkningsutveckling
Antalet invånare i kommunen Monpardiac
Referens:INSEE